# 人民意志 (議會黨團)
人民意志（烏克蘭語：Воля народу），原名烏克蘭歐洲主權（Соборна європейська Україна），是乌克兰中間派親歐的最高拉達議會黨團。